# Khaput
Khaput és una llengua del Caucas que parlen els khaputs. Amb el kriz i el dzhek formen la subdivisió dzekh del grup samurià (lesguià, agul, rútul, tsakhur, tabasaran, budukh i dzekh) de la família de llengües iberocaucasianes del nord-est. El khaput és simplement una variant del dzekh; el kriz n'és una altra variant. Ambdues variants són vernaculars. Com a llengua literària s'utilitza l'adhari (àzeri); estan a punt de ser assimilatrs pels àzeris.